# Anita Novinsky
Anita Waingort Novinsky (Stachów, 22 de noviembre de 1922-São Paulo, 20 de julio de 2021) fue una historiadora brasileña de origen polaco, especializada en la Inquisición Portuguesa en Brasil, las costumbres de los criptojudíos de este país y el renacimiento de la conciencia judaica de éstos, doscientos años después del fin de la Inquisición en Brasil.

## Biografía
Nacida en Stachów, Polonia, y emigró con su familia a Brasil cuando ella tenía un año de edad. Se licenció en Filosofía por la Universidad de São Paulo en 1956. Realizó una especialización en Racismo en el Mundo Ibérico de la École des Hautes Études en Sciences Sociales et Sciences Religieuses, una en Psicología por la Universidad de São Paulo. Adicionalmente, obtuvo un doctorado en Historia Social de la Universidad de São Paulo y un posdoctorado en Historia por la Universidad de París I. Fue la fundadora del Laboratorio de Estudios sobre la Intolerancia, de la Universidad de São Paulo.
La Universidad Federal Rural de Pernambuco tiene una cátedra que lleva su nombre desde 2015, perteneciente al Departamento de Ciencias Sociales. Novinsky está considerada una autoridad en el tema de la Inquisición. En 2013, el Consejo Nacional de Desarrollo Científico y Tecnológico otorgó a Novinsky la distinción de Pionera de la Ciencia en Brasil en honor a su trayectoria como investigadora.

## La Inquisición en Brasil
El documental La estrella oculta del Sertão, que versa sobre comunidades de criptojudíos en el nordeste de Brasil, está basada parcialmente en sus investigaciones e incluye una entrevista a Novinsky.

## Obra
- Cristãos-novos na Bahia: 1624-1654. Perspectiva, Ed da Universidade de São Paulo, 1972.

- Bens confiscados a Cristãos-novos no Brasil, século XVIII. Editora Imprensa Nacional - Casa da Moeda, 1978, Lisboa

- Inquisição. Cristãos Novos na Bahia, 11.ª edición. Editorial Perspectiva, São Paulo, 2007.

- Gabinete de Investigação: uma “caça aos judeus” sem precedentes. Brasil-Holanda, séculos XVII e XVIII. Editora Humanitas, São Paulo, 2007.

- O Santo Ofício da Inquisição no Maranhão. A Inquisição de 1731. Editorial Universidad Estatal de Maranhão, São Luiz, Maranhão, 2006.

- Inquisição: Prisioneiros do Brasil. Editorial Expressão e Cultura, Río de Janeiro, 2002.

- Ibéria Judaica. Roteiros da Memória. Editorial Expressão, Río de Janeiro y EDUSP, São Paulo, 1996.

- Inquisição. Ensaios sobre Mentalidades, Heresias e Arte. Editorial Expressão e Cultura, Río de Janeiro, 1992

- Inquisição. Rol dos Culpados. Editorial Expressão e Cultura, Río de Janeiro, 1992

- O olhar Judaico em Machado de Assis. Editorial Expressão e Cultura, Río de Janeiro, 1990.

- Inquisição: Inventários de bens confiscados a cristãos novos no Brasil Editorial Imprensa Nacional. Casa de la Moneda, Lisboa, 1978.

- Padre Antônio Vieira, a Inquisição e os Judeus

- Os judeus que construíram o Brasil, 2016.